# Transmission voie-machine
Pour les articles homonymes, voir TVM.
La transmission voie-machine (TVM) est un système de signalisation ferroviaire en cabine en service sur les lignes à grande vitesse du réseau français de TGV, dans le tunnel sous la Manche, sur la High Speed 1 au Royaume-Uni, la ligne 1 en Belgique ainsi qu'en Corée du Sud. Elle est sensiblement différente de la signalisation des lignes classiques. En effet, compte tenu de la vitesse élevée de circulation des trains, l'observation d'une signalisation latérale traditionnelle par les conducteurs n'est plus possible et ne leur laisserait pas de temps de réaction suffisant.
Le système de la TVM a été mis au point par le groupe CSEE.

## Présentation
L'information est transmise aux trains par l'intermédiaire de signaux électriques, codés par explorations de fréquence de type analogique ou numérique, transmis par les rails. Une antenne placée sous le train capte le signal qui est décodé par un ordinateur de bord et fournit au conducteur l'indication de la vitesse actuelle et de la vitesse limite, par l'intermédiaire d'instruments placés sur la planche de bord.
Ce haut degré d'automatisation n'empêche pas le conducteur de maîtriser totalement la conduite du train. Cependant, en cas d'erreur de conduite ou de défaillance inopinée d'une composante du système bord ou voie, le système reprend la main et assure l'arrêt automatique du convoi.

Les limites des cantons sont repérées par des jalons jaune et bleu nommés "Repères TVM". Le repère TVM ci-dessus concerne la voie située à droite du repère.

La ligne est divisée en cantons d'environ 2 000 mètres de long en TVM-300 et 1 500 mètres en TVM-430, dont les limites sont repérées le long de la voie par des jalons portant un triangle jaune sur fond bleu. La pointe du triangle jaune désigne la voie qu'il concerne. Les instruments de bord affichent la vitesse limite autorisée sur le canton actuel ainsi que la vitesse limite déterminée en fonction du profil de la ligne vers l'avant. La vitesse limite autorisée dépend de divers facteurs tels que la proximité de trains vers l'avant (la vitesse limite décroissant régulièrement dans les cantons proches de l'arrière du train précédent), les restrictions de vitesses imposées par le franchissement des appareils de voie sur la branche déviée, s'il y a lieu, les limitations éventuelles de vitesse, la vitesse maximum du train ou la distance jusqu'à la fin de la LGV.
Une rame TGV lancée à 300 km/h (voire 320 km/h sur certaines LGV) ne peut pas s'arrêter sur une distance égale à un canton. Afin d'arrêter une rame TGV en freinage de service (hors freinage d'urgence), la TVM génère une séquence de ralentissement qui consiste à émettre des informations de vitesses à respecter successivement décroissantes. En règle générale, un train lancé à la vitesse précédemment mentionnée utilisera 6 ou 7 cantons (selon le cas) pour s'arrêter, soit une distance d'environ 10 km.

### Versions
Deux versions du système de signalisation TVM sont en service sur les LGV : la TVM-300 et la TVM-430, avec une rétrocompatibilité.

#### TVM-300
La TVM-300 est un système de transmission de données analogique. Supportée par le circuit de voie UM 71 CB , la TVM-300 permet la transmission d'une consigne de vitesse parmi 18. Elle a été déployée initialement sur la LGV Sud-Est (LN1), ainsi que sur la LGV Atlantique (LN2) et sur la section Nord de la LGV Rhône-Alpes (LN4) (par continuité avec la PSE). Le contrôle de vitesse associé à ce système est un contrôle de vitesse par palier, sans aucune notion de distance but ou de profil moyen. De plus, ce système ne renseigne pas le conducteur sur la nature de l'information du canton suivant, contrairement à la TVM-430.

#### TVM-430
La TVM-430, système de transmission de données numériques, a été installée d'abord sur la LGV Nord vers le tunnel sous la Manche puis sur les LGV plus récentes en France (excepté la section nord de la LN4, comme dit ci-dessus), ainsi qu'en Belgique (L1), en Corée du Sud (réseau KTX) et en Angleterre (HS1). Elle donne davantage d'informations que la TVM-300, avec un message de 27 bits, incluant un code réseau, une consigne de vitesse, une distance but et un profil moyen.

Elle présente aussi l'avantage de permettre au système informatique à bord du train de respecter une courbe continue de contrôle de la vitesse dans l'éventualité de déclenchement du freinage d'urgence, forçant efficacement le conducteur à réduire la vitesse en sûreté sans relâcher le freinage. 

### Initialisation
Quand un train arrive sur une LGV en venant d'une ligne classique, il passe au-dessus d'une boucle au sol qui déclenche le basculement de l'affichage de bord vers le système de signalisation de cabine (ou CAB Signal). Cette transition est réalisée, la plupart du temps, au franchissement du dernier signal lumineux classique. Cette opération s'appelle « armement du CAB Signal ». Immédiatement en aval du point d'armement, un contrôle est effectué afin de vérifier que les systèmes de bord ont bien permuté vers le système TVM. Ce contrôle est réalisé à l'aide d'un point d'information, par balise de type KVB, qui transmet une consigne spécifiquement créée à cet effet (KAR). Si le CAB Signal n'est pas activé, un freinage d'urgence est déclenché automatiquement. Ce dispositif permet d'éviter qu'une rame circule sur une LGV sans système TVM armé. Pour être sûr que la TVM est armée sur une LGV, un autre contrôle est effectué par le KARM (contrôle d'armement).
Un train quittant une LGV voit son système d'affichage TVM désactivé tandis que le système de contrôle de la vitesse pour lignes classiques, s'il existe, est activé (par exemple le KVB si on est en France). Cette opération s'appelle « désarmement du CAB Signal » et s'effectue de façon analogue à l'armement. Un passage sur une balise KVB (DKAR) inhibe le mode « LGV » du contrôle KVB à bord, puis un passage sur une boucle inductive désarme le CAB Signal.

## Description
Le système de la TVM-430 comprend deux sous-systèmes : l'un situé sur la voie, l'autre à bord du train.
Les deux font appel à des microprocesseurs de la classe Motorola 68020, tels que ceux employés sur les premiers modèles d'Apple Macintosh, et sont programmés en langage Ada, langage informatique souvent utilisé dans les systèmes critiques de sécurité. Ce système fait largement appel à la redondance ; le délai moyen entre deux défaillances dangereuses est estimé à plus d'un million d'années.
Le sous-système au sol de la TVM-430 comprend des postes placés le long des voies qui contrôlent des sections de voie de 14 km environ de long. Chacun d'eux est relié au centre de contrôle de la circulation et contrôle directement environ dix cantons, dont chacun a une ou plusieurs zones de circuit de voie (32 au maximum). L'information de signalisation est encodée en signaux de courant alternatif qui sont injectés dans les rails de chaque canton. Quatre fréquences porteuses différentes sont disponibles dans la TVM-430 et sont utilisées alternativement par paires sur les deux voies d'une ligne TGV. Sur une voie, les cantons sont alternativement en 1700 Hz et 2 300 Hz, tandis que sur l'autre voie, ils sont alternativement en 2 000 Hz et 2 600 Hz. Sur ces fréquences porteuses, sont modulées 27 très basses fréquences distinctes, sub-harmoniques au 50 hertz, afin d'éviter toute perturbation par le courant de retour traction; toute combinaison de celles-ci pouvant être présente à un moment donné (Le système TVM-300 emploie 18 fréquences distinctes, dont une seule peut être présente à un moment donné).
Chaque zone de circuit de voie possède un récepteur à l'extrémité opposée à celle de l'émetteur. La perte du signal de circuit de voie (que ce soit par court-circuitage par les essieux du train ou par suite d'une défaillance) est interprétée comme une indication d'occupation du canton. Les limites de zones de circuit de voie sont équipées de joints électriques de séparation qui interdisent toute propagation entre deux zones adjacentes, ce qui risquerait de produire une interférence avec le CdV de même fréquence au-delà-par exemple 1 700 Hz-(2 filtres "zéro" séparent donc ces 2 CdV au droit des extrémités de celui-2 300 Hz- intercalé à l'autre fréquence), tout en laissant passer le retour du courant de traction (à 50 Hz) (l'appellation technique est « circuit de voie UM71 »). À noter qu'un CdV 1 700 Hz ne peut  interférer sur celui à 2 300 Hz contigu comme le peuvent laisser supposer certaines notices explicatives succinctes ou tronquées.
Les signaux présents dans le rail sont reçus par des capteurs montés sous le carénage frontal des rames TGV, à environ un mètre en avant du premier essieu. Ces capteurs fonctionnent par couplage inductif avec le signal alternatif shunté entre les rails par le premier essieu. Il y a quatre capteurs redondants par rame, deux à chaque extrémité. Seuls les deux capteurs de l'avant du train (dans le sens de la marche) sont en fonction. Le signal venant du circuit de voie est filtré, conditionné et décodé à bord du train par deux microprocesseurs DSP (digital signal processors) TMS320C25 redondants.
Le signal décodé prend la forme d'un mot numérique de 27 bits, dont chaque bit correspond à l'une des 27 fréquences encodées dans la fréquence porteuse des circuits de voie. Ce mot comprend plusieurs champs, dans l'ordre suivant :
- Code de réseau, indique au train le réseau ferroviaire emprunté. Il conditionne l'interprétation des codes ci-après. Les trains Eurostar, circulant sur plusieurs réseaux, ont besoin des tables de décodage des différents réseaux ;
- Code de vitesse, contenant trois informations : la vitesse limite autorisée dans le canton en cours, la vitesse limite à la fin du canton et la vitesse limite à la fin du canton suivant ;
- Déclivité, donnée moyenne sur la longueur du canton ;
- Distance but, fournit la distance qui sépare le train de la fin du canton. Par exemple, dans une section plane de ligne à grande vitesse, un canton a normalement 1 500 m de long alors que dans les zones terminales du tunnel sous la Manche, les cantons sont dix fois plus courts ;
- Code d'erreur, permettant de contrôler l'intégrité du mot entier de 27 bits. Dans le cas d'une erreur de lecture, l'erreur est détectée d'après le code d'erreur, mais elle n'est pas corrigée par sécurité. Ce code prend la forme d'un contrôle de redondance cyclique (CRC) à 6 bits.

Ces 27 bits d'information sont une donnée d'entrée pour le système informatique de signalisation à bord du train, le sous-système de bord de la TVM-430. Avec les informations complémentaires sur la distance-but et le profil, la TVM-430 engendre une courbe de freinage limite.

### Émetteurs Ponctuels d'Information (TVM-300)
Des informations ponctuelles sont transmises au train par des boucles inductives placées entre les rails et couplées avec des capteurs correspondants placés sous le train. En permanence, un signal sinusoïdal est émis avec une fréquence parmi les 14 disponibles. À chaque fréquence correspond une information. Ces émetteurs ne sont pas directionnels et l'information commandée dépendra du sens de circulation de la voie.
Les informations transmises concernent différentes actions telles que :
- Activation ou désactivation de la TVM-300 (Entrée ou sortie de ligne à grande vitesse ou à double signalisation) ;
- Changement de voie (sur les communications voie 1 / voie 2) ;
- Fermeture des prises d'air de climatisation avant l'entrée dans un tunnel ;
- Abaissement des pantographes ;
- Ouverture des disjoncteurs pour franchissement d'une section de séparation de phase ;
- Contrôle ponctuel de vitesse à 65 km/h ;
- Arrêt absolu dans le cas d'un franchissement intempestif d'un repère d'arrêt.

### Boucles à Saut de Phase (TVM-430)
Pour la TVM-430, la transmission des informations ponctuelles se fait par des boucles inductives à saut de phase placées entre les rails et couplées avec des capteurs correspondants placés sous le train. Un message de 28 bits d'information peut être capté à des vitesses allant jusqu'à 400 km/h. À la différence des EPI de la TVM-300, les BSP sont bi-directionnelles. Les informations pour les deux sens de circulation sont transmises dans le même message. Les informations transmises concernent différentes actions telles que :
- Activation ou désactivation de la TVM-430 (Entrée ou sortie de ligne à grande vitesse) ;
- Changement de voie (sur les communications voie 1 / voie 2) ;
- Transition de mode TVM (TVM-300 / TVM-430) ;
- Fermeture des prises d'air de climatisation avant l'entrée dans un tunnel ;
- Abaissement des pantographes ;
- Basculement des tensions d'alimentation ;
- Ouverture automatique des disjoncteurs pour franchissement d'une section de séparation de phase ;
- Contrôle ponctuel de vitesse à 22 km/h ;
- Commutation de canal radio ;
- Commutation de système radio (à la frontière franco-belge) ;
- Arrêt absolu dans le cas d'un franchissement intempestif d'un repère d'arrêt.

Information spécifique aux LGV Coréennes :
- Alarme DBC (Détecteurs de Boîtes Chaudes) qui commande l'arrêt automatique du train.

### ATESS
Un système d'enregistrement passif surveille l'ensemble du processus, enregistrant une quantité de paramètres, à l'instar des boîtes noires dans l'aéronautique. Dans les rames équipées de la TVM-430, l'ancien équipement d'enregistrement graphique a été remplacé par le système d'enregistrement numérique ATESS (Acquisition Temporelle des Evénements de conduite Statique de Sécurité) de l'équipementier Faiveley Transport. Chaque action du conducteur (manipulateur, frein, pantographes, etc.) ainsi que les aspects signalisation (TVM-430, KVB et signaux classiques) sont enregistrés sur une cassette numérique (mémoire Flash) permettant leur analyse sur un ordinateur de bureau.

## Que voit le conducteur?
Au centre de la planche de bord d'une cabine de TGV, juste sous le pare-brise, il y a une double rangée d'afficheurs carrés. C'est là que s'affichent, pour le conducteur, les vitesses limites du canton en cours et des cantons suivants, sous la forme de nombres (en km/h) sur un fond de couleur codé. La vitesse limite de « fond de ligne » est indiquée en chiffres blancs sur fond vert, tandis que les limites inférieures sont indiquées en chiffres blancs sur fond noir et l'indication d'arrêt est indiquée par « 000 » sur fond rouge. Sous cet écran, se trouve l'indicateur de vitesse (IV), un tachymètre qui indique la vitesse réelle. (La vitesse est mesurée par un tachymètre redondant avec une précision de 2 %.).

## Contrôle de survitesse
Il existe une vitesse de prise en charge, supérieure à la vitesse limite du canton, au-delà de laquelle un automatisme déclenche un freinage d'urgence. La marge existante entre cette vitesse de prise en charge et la vitesse limite du canton dépend de la vitesse limite autorisée. À titre indicatif, lorsque l'affichage de la vitesse limite indique 300 km/h, le système de bord déclenchera le freinage d'urgence à partir de 315 km/h. En règle générale, les informations de vitesses libératoires (taux de vitesse supérieur) peuvent être présentées au plus tôt dès que toutes les conditions de restriction sont levées. Par contre, toutes les informations restrictives (taux de vitesse inférieur) ne peuvent être présentées qu'à l'entrée d'un canton, c'est-à-dire au passage au droit d'un repère TVM.

### Indications au CAB Signal (TVM-300)
| Signaux visibles en cabine    | Signaux visibles en cabine                      | Signaux visibles en cabine                   | Signaux visibles en cabine | Signaux visibles en cabine |
| Nom                           | Signal                                          | Vitesse-limite à respecter                   | Vitesse-limite à respecter | Vitesse-limite à respecter |
| Nom                           | Signal                                          | Actuelle                                     | Prise en charge            | À prévoir |
| ----------------------------- | ----------------------------------------------- | -------------------------------------------- | -------------------------- | --- |
| Rouge Cabine                  |                                                 | Repère F : 30 km/h                           | 35 km/h                    | Arrêt au pieds d'un repère Nf, ou franchissement d'un repère F à 30 km/h max sans marquer l'arrêt. Sur une transition du domaine TVM vers la signalisation latérale, un Zéro-Cabine et un Rouge-Cabine peuvent précéder un sémaphore fermé ou un carré fermé situé en aval de la pancarte Fin de CAB. |
| Rouge Cabine                  | Repère Nf : 0 km/h                              |                                              |                            | Arrêt au pieds d'un repère Nf, ou franchissement d'un repère F à 30 km/h max sans marquer l'arrêt. Sur une transition du domaine TVM vers la signalisation latérale, un Zéro-Cabine et un Rouge-Cabine peuvent précéder un sémaphore fermé ou un carré fermé situé en aval de la pancarte Fin de CAB. |
| Zéro Cabine (Avertissement 0) |                                                 | Indication précédente = 80A ou 80E : 80 km/h | 90 km/h                    | Arrêt au pieds d'un repère Nf, ou franchissement d'un repère F à 30 km/h max sans marquer l'arrêt. Sur une transition du domaine TVM vers la signalisation latérale, un Zéro-Cabine et un Rouge-Cabine peuvent précéder un sémaphore fermé ou un carré fermé situé en aval de la pancarte Fin de CAB. |
| Zéro Cabine (Avertissement 0) | Indication précédente = 160A ou 160E : 160 km/h | 170 km/h                                     |                            | Arrêt au pieds d'un repère Nf, ou franchissement d'un repère F à 30 km/h max sans marquer l'arrêt. Sur une transition du domaine TVM vers la signalisation latérale, un Zéro-Cabine et un Rouge-Cabine peuvent précéder un sémaphore fermé ou un carré fermé situé en aval de la pancarte Fin de CAB. |
| 080E (Exécution 80)           |                                                 | 80 km/h                                      | 90 km/h                    | 80 km/h |
| 080A (Annonce 80)             |                                                 | 160 km/h                                     | 170 km/h                   | 80 km/h |
| 160E (Exécution 160)          |                                                 | 160 km/h                                     | 170 km/h                   | 160 km/h |
| 160A (Annonce 160)            |                                                 | 220 km/h                                     | 235 km/h                   | 160 km/h |
| 220E (Exécution 220)          |                                                 | 220 km/h                                     | 235 km/h                   | 220 km/h |
| 220A (Annonce 220)            |                                                 | 270 km/h                                     | 285 km/h                   | 220 km/h |
| 270P (270 Prémonitoire)       |                                                 | 270 km/h                                     | 285 km/h                   | 270 km/h |
| 270FL (270 Fond de Ligne)     |                                                 | 270 km/h                                     | 285 km/h                   | 270 km/h |
| 270A (Annonce 270)            |                                                 | 300 km/h                                     | 315 km/h                   | 270 km/h |
| 300P (300 Prémonitoire)       |                                                 | 300 km/h                                     | 315 km/h                   | 300 km/h |
| 300FL (300 Fond de Ligne)     |                                                 | 300 km/h                                     | 315 km/h                   | 300 km/h |

| Signal                     | Image | Description |
| -------------------------- | ----- | --- |
| Contrôle vitesse           |       | Ce voyant s'allume en coordination avec le déclenchement du freinage d'urgence (FU) si la vitesse du train dépasse la courbe de freinage d'urgence. |
| Annonce « Coupez courant » |       | Ce voyant annonce une zone de changement de phase d'alimentation que le train devra passer avec le disjoncteur principal de l'engin moteur ouvert.  |
| Annonce « Baissez panto »  |       | Ce voyant annonce une zone de changement de tension que le train devra passer avec le pantographe abaissé.                                          |

### Signification des indications
- Indication "300 FL"[5] : cette indication commande au conducteur de circuler à vitesse maximale de 300 km/h si rien ne s'y oppose.

- Indication "300 P /270 P" : cette indication signifie au conducteur qu'une indication de ralentissement sera présentée dans le canton suivant. Cette indication est appelée "information prémonitoire". Elle sert à attirer l'attention du conducteur qui va s'engager dans une séquence de ralentissement. Cependant, le conducteur peut réglementairement maintenir sa vitesse à 300 km/h.

- Indications d'annonce "270A/220A/160A/80A" : cette indication signifie qu'à la fin du canton la vitesse du train devra correspondre à celle du taux de vitesse indiqué. Il dispose d'environ 2000 mètres en TVM-300 pour ralentir et se conformer au taux indiqué. Il est à noter que les indications d'annonce sont toujours présentées dans le même ordre 270A → 220A → 160A → 80A. Le losange blanc en fond sert à maintenir une homogénéité de présentation avec les TIV de la ligne classique.

- Indications d'exécution "220E/160E/80E" : cette indication commande au conducteur de respecter le taux de vitesse affiché tant que cette information est présentée au CAB Signal.

- Indication "000" : cette indication commande au conducteur d'être en mesure de s'arrêter en amont du prochain repère rencontré. Si ce repère est de type Nf il devra marquer l'arrêt en amont du repère. Si le repère est de type F alors il peut le franchir sans marquer l'arrêt.

- Indication « Rouge » : indication de marche à vue. Le conducteur peut circuler sans dépasser 30 km/h et doit être en mesure de s'arrêter en amont du prochain repère Nf rencontré. L'indication « Rouge » peut être soit commandée par le système, soit être commandée par occupation de voie, soit être présentée à la suite d'un défaut de fonctionnement du circuit de voie, soit être présentée par une mauvaise orientation du circuit de voie. Une indication « Rouge » apparaissant subitement en cabine provoque immédiatement un freinage d'urgence si le train circule à plus de 35 km/h.

### Différences avec la TVM-430
- En TVM-430, d'autres taux de vitesse peuvent être codés : 320 km/h, 230 km/h, 200 km/h, 170 km/h, 130 km/h, 60 km/h
- Les indications d'annonces et d'exécution peuvent toutes être clignotantes : cela signifie que le conducteur devra respecter le taux de vitesse annoncé à la fin du canton et, de plus, le clignotement indique que le taux de vitesse commandé dans le canton suivant sera encore plus restrictif. Ce dispositif permet d'améliorer le confort de conduite et évite au conducteur d'être pris "au dépourvu" lorsqu'il doit respecter des taux de vitesse "Exécution" sur une certaine distance.
- Contrairement à  la TVM-300 qui a une courbe de prise en charge par palier (Sur un canton où sera affiché 160A, la vitesse de prise en charge sera de 235km/h sur tout le canton) la TVM-430 calcule une courbe de prise en charge décroissante. Ainsi avec 170A affiché sur tout un canton, la vitesse de prise en charge sera de 245km/h au début du canton (230+15km/h) et de 180km/h en fin de canton (170+10km/h). En conduite cela se traduit par une possibilité accrue d'anticiper une action de freinage, mais la nécessité d'un freinage régulier sur tout le canton et non pas tardif.

## Actions sur la TVM
Comme tout système de signalisation, la TVM interagit avec d'autres installations qui peuvent directement agir sur les indications présentées. Seules les indications d'exécution ou le "Rouge" peuvent être commandées. Les indications d'annonce sont automatiquement calculées par le système TVM.

### Action des postes d'aiguillage
Les postes d'aiguillage réalisent la fonction essentielle de commande et de contrôle des installations de sécurité. Les postes d'aiguillage sur LGV peuvent être de technologies différentes : 
- PRS (Poste tout Relais à Transit Souple) : LGV Sud-Est, LGV Atlantique ;
- PRCI (Poste à Relais à Commande Informatique) : LGV Nord, LGV Rhône-Alpes ;
- SEI (Système d'Enclenchement Intégré) : LGV Méditerranée, LGV Est-Européenne, LGV Rhône-Alpes, LGV Rhin-Rhône.

Les postes d'aiguillage peuvent agir sur la TVM de plusieurs façons (liste non exhaustive) : 
- Commande du "Rouge" par itinéraire non établi ;
- Commande d'un taux de vitesse "Exécution" pour des raisons d'exploitation ;
- Commande d'un taux de vitesse en raison de la position d'une aiguille ;
- Mise en place de protections pour le personnel intervenant sur la plateforme ferroviaire.

De même, un poste situé sur le réseau classique peut agir sur les informations TVM. Par exemple, en sortie de LGV, le premier signal lumineux rencontré peut être commandé par un poste qui ne dépend pas de la LGV. En conséquence, suivant les aspects présentés par le signal, la TVM doit transmettre des informations qui permettent d'observer et de respecter les indications du signal. (Si le signal lumineux présente une indication d'arrêt absolu, la TVM injectera l'information "000" immédiatement en amont).

### Actions des installations sur le terrain
D'autres installations de sécurité peuvent agir sur les indications de la TVM sans aucune intervention des postes d'aiguillage : 
- Présence d'un train sur la voie : un train présent sur un circuit de voie a pour conséquence l'émission de l'indication "Rouge" derrière le train (fonction espacement) ;
- Commutateurs mis à la disposition des agents de maintenance sur le terrain pour ralentir les circulations le temps de leurs interventions ;
- Chute de tension de la caténaire : arrêt des trains circulant vers un secteur privé de tension électrique ;
- Détecteurs de boîtes chaudes : essieu de la rame défaillant et présentant un échauffement anormal (risque de déraillement) ;
- Détecteurs de vents latéraux : les rames TGV sont ralenties en cas de vents de travers significatifs ;
- Détecteurs de chute de véhicules : la rupture de filets posés sur les ponts à fort trafic routier provoque l'arrêt des circulations ;
- Détecteur de Plateforme Inondée : limitation de vitesse ou arrêt des trains selon le niveau d'inondation de la plateforme.